# Приходиште (Хунедоара)
Приходиште (рум. Prihodiște) насеље је у Румунији у округу Хунедоара у општини Ваца Де Жос. Oпштина се налази на надморској висини од 233 m.

## Становништво
Према подацима из 2002. године у насељу је живело 282 становника, од којих су сви румунске националности.